# Albertslund Lilleskole
Albertslund Lilleskole er en friskole i Albertslund Kommune, beliggende tæt på Herstedøster landsby. Skolen blev grundlagt i 1967.